# 13 травня
13 травня — 133-й день року (134-й у високосні роки) в григоріанському календарі. До кінця року залишається 232 дні.

## Свята і пам'ятні дні

### Міжнародні
- Всесвітній день техніки для майбутнього.

### Національні
- Фіджі: День острова Ротума.
- Колумбія: День святої Марії.
- Еквадор: День проголошення незалежності.
- Ботсвана: День матері.
- Конго,  Нігерія: День Гарланда.
- Бразилія: День мулата
- США: День яблучного пирога, День фруктового коктейлю і День хумуса.

### Релігійні
- День пам'яті апостола Якова Заведієва (Яків Теплий).
- Католицьке паломництво до Богоматері Фатіма в Португалії.

Православні:
- Мучениці Гликерії, діви, і з нею Лаодикія, сторожа в'язничного.
- Перенесення мощей препобномученика Макарія, архімандрита Канівського, ігумена Пінського, Переяславського чудотворця.
- Мученика Олександра Римського.
- Святого Павсикакія, єпископа Синадського.

### Іменини
- ✙ Православні: Макарій, Олександр[1]
- ✝  Католицькі:

## Події
- 1501 — Амеріго Веспуччі вирушив у подорож на Захід, у ході якої з'ясував, що Колумб відкрив новий континент.
- 1830 — Еквадор вийшов зі складу Великої Колумбії й оголосив себе незалежною республікою.
- 1865 — в Одесі відкрито третій в Україні університет — Новоросійський, сьогодні — національний університет імені Мечникова.
- 1909 — розпочалась перша Джиро д'Італія.
- 1913 — відбувся політ першого у світі 4-моторного літака «Російський витязь» конструкції киянина Ігоря Сікорського. Вага літака (близько 5 тонн) була вчетверо більшою за вагу найбільшого на той час аероплана.
- 1918 — радянському Наркомату продовольства надані надзвичайні повноваження для реквізиції продуктів у селян
- 1918 — в США надруковані поштові марки з переверненим зображенням літаків, які стали колекційною рідкістю.
- 1927 — засновано київський футбольний клуб «Динамо».
- 1950 — в англійському Сільверстоуні пройшли перші перегони першого чемпіонату «Формули-1»
- 1963 — Кувейт став 111-ю державою, прийнятою в ООН.
- 1981 — на площі Святого Петра у Ватикані турецький терорист Алі Агджа важко поранив Папу Римського Івана Павла II.
- 1989 — близько двох тисяч студентів оголосили голодування на пекінській площі Тяньаньмень, вимагаючи проведення у Китаї демократичних реформ.
- 1990 — вийшло перше число газети «Галичина» — першої за радянських часів демократичної багатотиражної газети Івано-Франківської області.
- 1991 — в Києві пройшов I Конгрес поляків, які мешкають в Україні.
- 1991 — Вінні Мандела, яка була дружиною президента ПАР Нельсона Мандели, звинувачена у викраденні людей і катуваннях.
- 1992 — американські космонавти перебували у відкритому космосі 8 годин 29 хвилин (світовий рекорд), уперше в космос вийшли одразу три космонавти.
- 2000 — вибух 177 тонн феєрверків на складі в Енсхеде (Нідерланди), внаслідок якого загинули 23 особи, зруйновано 400 будинків.
- 2014 — проросійські бойовики під час боїв за Слов'янськ влаштували засідку на околицях села Маячка. Внаслідок нападу бойовиків на колону 95-ї окремої аеромобільної бригади загинуло 7 українських десантників.
- 2023 — вибухи на складах боєприпасів військової частини А3013 у селі Грузевиця Хмельницької області.

## Народились
Дивись також Категорія:Народились 13 травня
- 1699 — Себаштіан де Карвалю, маркіз помбальський, керівник португальського уряду.
- 1794 — Луї-Леопольд Робер, швейцарський художник і гравер.
- 1795 — Павел Йозеф Шафарик, словацький та чеський поет, історик, філолог. Засновник наукової славістики.
- 1838 — Рафаелло Джованьйолі, італійський письменник.
- 1840 — Альфонс Доде, французький письменник.Панас Мирний (1870)
- 1849 — Панас Мирний, український письменник, прозаїк та драматург.
- 1850 — Модест Чайковський, драматург, оперний лібретист і перекладач українсько-французького походження, молодший брат Петра Ілліча Чайковського, брат-близнюк Анатолія Ілліча Чайковського.
- 1857 — Рональд Росс, англійський бактеріолог, який виявив зв'язок між малярією й комарами, нобелівський лауреат.
- 1859 — Теодор Аксентович, польський художник вірменського походження. Створив численні портрети і жанрові картини на українську тематику.
- 1882 — Жорж Брак, французький живописець, один із засновників кубізму.
- 1937 — Роджер Желязни, американський письменник-фантаст польського походження
- 1950 — Пітер Ґебріел, британський співак і музикант
- 1950 — Стіві Вандер, американський співак
- 1957 — Керрі Лам, китайська політична діячка, голова адміністрації Гонконгу
- 1963 — Олександр Кривенко, український журналіст і громадський діяч
- 1972 — Назар Стригун, український актор.
- 1975 — Олександр Матвійчук, український хокеїст.
- 1979 — В'ячеслав Шевчук, український футболіст.
- 1983 — Грегорі Лемаршаль, французький співак
- 1985 — Ярослав Галак, словацький хокеїст.
- 1986 — Олександр Рибак, норвезький співак і музикант, переможець «Євробачення-2009».
- 1986 — Роберт Паттінсон, англійський актор, модель та музикант.

## Померли
Дивись також Категорія:Померли 13 травня
- 1871 — Даніель Обер, французький композитор, основоположник жанру французької «великої опери», автор колишнього французького гімну «La Parisienne».
- 1916 — Шолом-Алейхем, єврейський письменник.
- 1930 — Фрітьйоф Нансен, норвезький полярний дослідник, лауреат Нобелівської премії миру 1922 року
- 1933 — Микола Хвильовий, український прозаїк, поет, публіцист, один з основоположників пореволюційної української прози.
- 1961 — Юрій Вороний, український хірург, доктор медичних наук, професор. Здійснив першу у світі операцію з пересадки органу людині.
- 1986 — Ігнатенко Василь Іванович, Український пожежник Білоруського походження, ліквідатор аварії на Чорнобильській АЕС. Герой України
- 2002 — Валерій Лобановський, український футбольний тренер
- 2009 — Акілле Компаньоні, італійський альпініст, перший підкорювач (разом із Ліно Лачеделлі) другої вершини світу, Чогорі, 31 липня 1954